# Корнапо (Удине)
Корнапо је насеље у Италији у округу Удине, региону Фурланија-Јулијска крајина.
Према процени из 2011. у насељу је живело 46 становника. Насеље се налази на надморској висини од 494 м.